# La Chapelle-Saint-Aubert
La Chapelle-Saint-Aubert è un comune francese di 425 abitanti situato nel dipartimento dell'Ille-et-Vilaine nella regione della Bretagna.

## Società

### Evoluzione demografica
Abitanti censiti